# Dirichlets L-funktion
Dirichlets L-funktion är inom matematiken en serie på formen
{\displaystyle L(s,\chi )=\sum _{n=1}^{\infty }{\frac {\chi (n)}{n^{s}}}}
där χ är en Dirichletkaraktär och s är en komplex variabel med reell del större än 1. Med analytisk fortsättning kan denna funktion fortsättas till en meromorf funktion över hela komplexa planet och kallas då för en Dirichlets L-funktion och betecknas med L(s, χ).
Dessa funktioner är uppkallade efter Peter Gustav Lejeune Dirichlet som introducerade dem 1837 för att bevisa Dirichlets sats om aritmetiska följder.